# Måsjön (Ekeby socken, Uppland)
Måsjön är en sjö i Östhammars kommun i Uppland och ingår i Skeboåns huvudavrinningsområde. Sjön har en area på 0,166 kvadratkilometer och ligger 16 meter över havet.

## Delavrinningsområde
Måsjön ingår i det delavrinningsområde (666019-164117) som SMHI kallar för Utloppet av Vällen. Medelhöjden är 21 meter över havet och ytan är 76,62 kvadratkilometer. Räknas de 3 avrinningsområdena uppströms in blir den ackumulerade arean 125,5 kvadratkilometer. Avrinningsområdets utflöde Skeboån (Framån) mynnar i havet. Avrinningsområdet består mestadels av skog (83 procent). Avrinningsområdet har 9,29 kvadratkilometer vattenytor vilket ger det en sjöprocent på 12,1 procent.